# Favars (Corresa)
Favars (en francès Favars) és un municipi francès situat al departament de la Corresa i a la regió de la Nova Aquitània.

## Demografia
| 1962                                       | 1968 | 1975 | 1982 | 1990 | 1999 | 2007 |
| ------------------------------------------ | ---- | ---- | ---- | ---- | ---- | ---- |
| 405                                        | 419  | 558  | 772  | 902  | 834  | 939  |
| Des de 1962: població sense dobles comptes |      |      |      |      |      |      |

## Administració
| Període   | Identitat         | Partit |
| --------- | ----------------- | ------ |
| 1989-2010 | Jean-Paul Desnots | PCF    |
| 2010-     | Pierre Borie      | PCF    |